# 熊本中央病院
国家公務員共済組合連合会 熊本中央病院（こっかこうむいんきょうさいくみあいれんごうかい くまもとちゅうおうびょういん）は、熊本県熊本市南区にある国家公務員共済組合連合会の病院（直営病院）である。
地域の病院、診療所などを後方支援する地域医療支援病院である。

## 診療科
- 呼吸器内科
- 消化器内科
- 循環器内科
- 糖尿病・内分泌・代謝内科
- 腎臓内科
- 緩和ケア内科
- 内科（救急総合診療科）
- 小児科
- 外科
- 整形外科
- 呼吸器外科
- 心臓血管外科
- 脳神経外科
- 乳腺・内分泌外科
- 形成外科
- 泌尿器科
- 眼科
- 麻酔科
- 放射線科
- 病理診断科

（※休診中：腫瘍内科、脳神経内科、皮膚科、精神科）

## 主な設備
- 2層式スペクトラルCT（2台）
- 3ステラMRI、1.5テスラMRI（各1台）
- リニアック（1台）
- RI装置（1台）
- 冠動脈造影装置（2台）
- ハイブリッド手術室（1室）、手術室（5室）

## 沿革
- 昭和26年 4月　非現業共済組合連合会熊本共済診療所として開設
- 昭和27年 4月　非現業共済組合連合会熊本中央病院に改称
- 昭和33年 7月　国家公務員共済組合連合会熊本中央病院に改称
- 昭和49年 5月　結核病床の全てを一般病床に変更
- 昭和61年 7月　増床　現在の病床数361床となる
- 平成 ９年 1月　新病院へ全面移転
- 平成11年 4月　日本医療福祉建築協会賞受賞
- 平成13年 9月　救急医療功労者厚生労働大臣表彰
- 平成14年 4月　管理棟増築
- 平成15年10月　基幹型臨床研修病院指定
- 平成18年 7月　DPC対象病院
- 平成18年 8月　7対1入院料算定開始
- 平成22年 8月　熊本県指定がん診療連携拠点病院
- 平成23年11月　地域医療支援病院
- 平成24年 1月　電子カルテシステム稼働
- 平成27年10月　病院機能評価認定
- 平成29年 7月　北棟増築
- 平成30年 4月　ハイブリッド手術室稼働

## 施設認定等
- 熊本県指定がん診療連携拠点病院
- 地域医療支援病院
- 臨床研修病院
- DPC対象病院
- 日本医学放射線学会放射線科専門医総合修練機関
- 日本眼科学会専門医制度研修施設
- 日本がん治療認定医機構認定研修施設
- 日本外科学会専門医制度修練施設
- 日本呼吸器学会認定施設
- 呼吸器外科専門医合同委員会認定修練施設
- 日本循環器学会指定循環器専門研修施設
- 日本消化器外科学会専門医制度修練施設
- 日本消化器内視鏡学会指導施設
- 日本消化器病学会認定施設
- 日本小児科学会小児科専門医研修施設
- 日本心血管インターベンション治療学会認定研修施設
- 経カテーテル的大動脈弁置換術実施施設
- 三学会構成　心臓血管外科専門医認定機構認定修練施設
- 日本腎臓学会研修施設
- 日本整形外科学会専門医制度研修施設
- 日本脊椎脊髄病学会脊椎脊髄外科専門医基幹研修施設
- 日本大腸肛門病学会専門医制度認定施設
- 日本透析医学会専門医制度認定施設
- 日本糖尿病学会認定教育施設
- 日本内科学会認定医制度教育施設
- 日本泌尿器科学会専門医教育施設
- 日本病理学会研修登録施設
- 日本不整脈心電学会認定不整脈専門医研修施設
- 日本麻酔科学会麻酔科認定病院
- 日本心臓血管麻酔学会心臓血管麻酔専門医認定施設
- 日本乳癌学会関連施設
- 日本感染症学会研修施設
- 乳房再建用エキスパンダー実施施設
- 乳房再建用インプラント実施施設
- 浅大腿動脈ステントグラフト実施施設
- 腹部ステントグラフト実施施設
- 胸部ステントグラフト実施施設

## 周辺
- ゆめタウンはません
  - TOHOシネマズはません
- KAB住まいるパーク（旧 ウッディーハウジング→ハウジングプラザ住まいの宝島）

## 交通アクセス

### 自家用車・タクシー

#### 駐車場　373台（無料）
- 九州自動車道・熊本インターチェンジより車で約30分。
- 九州自動車道・御船インターチェンジより車で約30分。
- JR熊本駅よりタクシーで約15分。
- JR南熊本駅よりタクシーで約10分。

### 路線バス
- 桜町BT2番のりば
  - 熊本バス P4-2系統：水道町・九品寺・中央病院経由 中の瀬車庫行きまたはイオンモール熊本行きに乗車、「熊本中央病院」バス停下車
- 桜町BT25番のりば
  - 産交バス K1-5系統：県庁・中央病院・済生会病院経由 川尻町行きに乗車、「熊本中央病院」バス停下車（本数少・運行は平日のみ）

#### 熊本中央病院バス停留所
この項目は同病院構内に設置しているバス停留所を発着便を表記、なお一部を除き路線名を省略および熊本桜町バスターミナルは桜町BTに省略。
| 運行事業者 | 系統             | 行先 | 備考                                               |
| ---------- | ---------------- | --- | -------------------------------------------------- |
| 産交バス   | K1-5             | 桜町BT（県庁前、通町筋経由）                                                                             | 平日のみの運行                                     |
| 産交バス   | K1-5             | リバーグリーン八幡（済生会病院、五反田、川尻町経由）                                                     | 平日のみの運行                                     |
| 熊本バス   | P4-1・P4-2       | 桜町BT（ワンダーシティ前、尚絅校前、通町筋経由）                                                         | 同区間運行のM0-0・はません環状（右回り）は運休中。 |
| 熊本バス   | M0-0・P4-1・P4-2 | M0-0・P4-1中の瀬車庫（画図パークタウン経由）P4-2イオンモール熊本（画図PT、中の瀬車庫、鯰<バイパス>経由） |                                                    |

- 年末年始は病院構内を閉鎖しているため浜線バイパス側の出仲間<バイパス>・熊本中央病院入口（下り便のみ）両バス停留所が代替となる。